# Pancy-Courtecon
Pancy-Courtecon est une commune française située dans le département de l'Aisne, en région Hauts-de-France. Elle est née de la fusion des communes de Pancy et Courtecon en 1923.

## Géographie

### Localisation

#### Cartographie(cliquer pour afficher)
Pancy-Courtecon est située dans la région Hauts-de-France, au centre du département de l'Aisne. La commune appartient au canton de Villeneuve-sur-Aisne et à la communauté de communes du Chemin des Dames.
La commune se trouve à 22,9 km au nord-ouest du bureau centralisateur du canton, Villeneuve-sur-Aisne, à 10,8 km au sud-est de la ville préfecture, Laon, et à 116,9 km au nord-est de la capitale, Paris.
| Colligis-Crandelain | Monthenault       | Chamouille        |
| Colligis-Crandelain | Pancy-Courtecon   | Cerny-en-Laonnois |
| Braye-en-Laonnois   | Vendresse-Beaulne | Cerny-en-Laonnois |

### Hydrographie
La commune est située dans le bassin Seine-Normandie. Elle est drainée par l'Ailette, la rigole d'alimentation de l'Ailette, le canal 01 des Tourbières, le canal 02 des Tourbières, le canal 03 des Tourbières, le cours d'eau 01 de la commune de Pancy-Courtecon et le ruisseau du Pre Berton,,.
L'Ailette, d'une longueur de 59 km, prend sa source dans la commune de Sainte-Croix et se jette  dans l'Oise (rive gauche) à Quierzy, après avoir traversé 36 communes. Les caractéristiques hydrologiques de l'Ailette sont données par la station hydrologique située sur la commune de Colligis-Crandelain. Le débit moyen mensuel est de 0,459 m3/s. Le débit moyen journalier maximum est de 3,44 m3/s, atteint lors de la crue du 24 décembre 1993. Le débit instantané maximal est quant à lui de 4,42 m3/s, atteint le 12 janvier 1993.

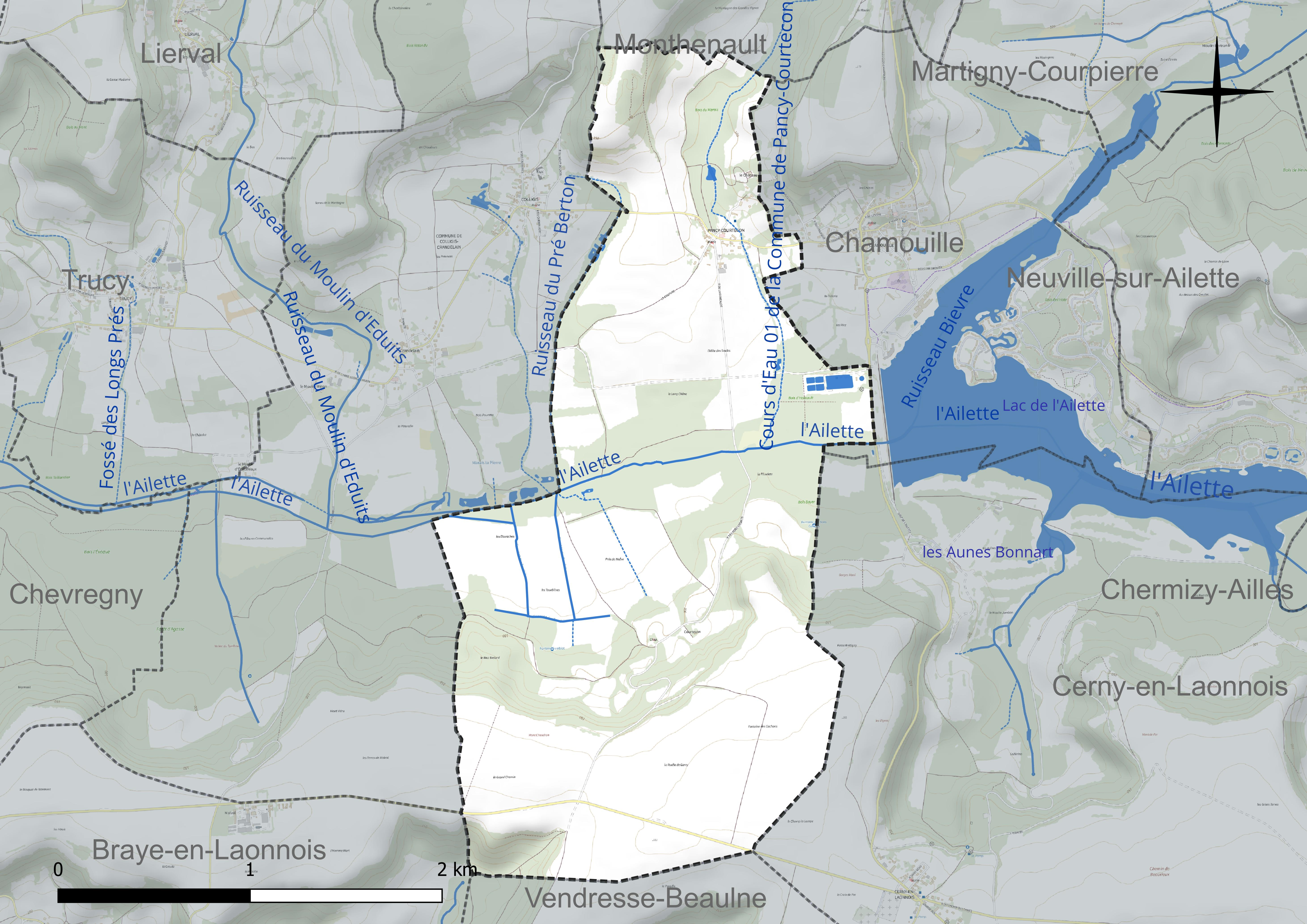
Réseau hydrographique de Pancy-Courtecon.

Un plan d'eau complète le réseau hydrographique : le plan d'eau de la commune de Pancy-Courtecon, d'une superficie totale de 0,3 ha (0,1 ha sur la commune),.

### Climat
Pour des articles plus généraux, voir Climat des Hauts-de-France et Climat de l'Aisne.
En 2010, le climat de la commune est de type climat océanique dégradé des plaines du Centre et du Nord, selon une étude du CNRS s'appuyant sur une série de données couvrant la période 1971-2000. En 2020, Météo-France publie une typologie des climats de la France métropolitaine dans laquelle la commune est exposée à un climat océanique altéré et est dans la région climatique Nord-est du bassin Parisien, caractérisée par un ensoleillement médiocre, une pluviométrie moyenne régulièrement répartie au cours de l'année et un hiver froid (3 °C).
Pour la période 1971-2000, la température annuelle moyenne est de 10,1 °C, avec une amplitude thermique annuelle de 15,1 °C. Le cumul annuel moyen de précipitations est de 735 mm, avec 12,4 jours de précipitations en janvier et 8,9 jours en juillet. Pour la période 1991-2020, la température moyenne annuelle observée sur la station météorologique la plus proche, située sur la commune de Martigny-Courpierre à 3 km à vol d'oiseau, est de 10,7 °C et le cumul annuel moyen de précipitations est de 734,4 mm,. Pour l'avenir, les paramètres climatiques de la commune estimés pour 2050 selon différents scénarios d'émission de gaz à effet de serre sont consultables sur un site dédié publié par Météo-France en novembre 2022.

## Urbanisme

### Typologie
Au 1er janvier 2024, Pancy-Courtecon est catégorisée commune rurale à habitat dispersé, selon la nouvelle grille communale de densité à 7 niveaux définie par l'Insee en 2022.
Elle est située hors unité urbaine. Par ailleurs la commune fait partie de l'aire d'attraction de Laon, dont elle est une commune de la couronne,. Cette aire, qui regroupe 106 communes, est catégorisée dans les aires de 50 000 à moins de 200 000 habitants,.

### Occupation des sols
L'occupation des sols de la commune, telle qu'elle ressort de la base de données européenne d'occupation biophysique des sols Corine Land Cover (CLC), est marquée par l'importance des territoires agricoles (68,5 % en 2018), une proportion sensiblement équivalente à celle de 1990 (69 %). La répartition détaillée en 2018 est la suivante : 
terres arables (62,6 %), forêts (31,5 %), zones agricoles hétérogènes (5,9 %).
L'évolution de l'occupation des sols de la commune et de ses infrastructures peut être observée sur les différentes représentations cartographiques du territoire : la carte de Cassini (XVIIIe siècle), la carte d'état-major (1820-1866) et les cartes ou photos aériennes de l'IGN pour la période actuelle (1950 à aujourd'hui).

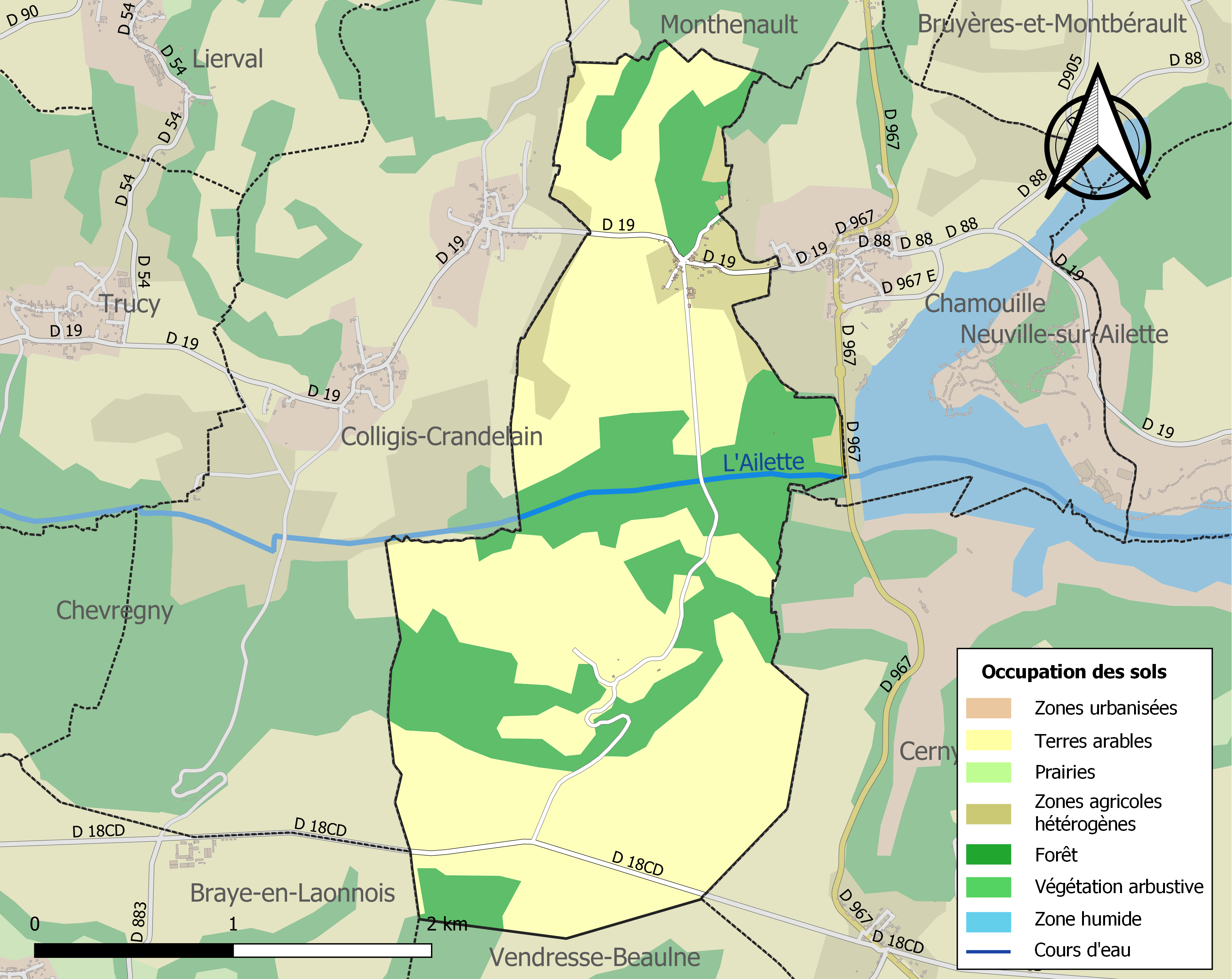
Carte de l'occupation des sols de la commune en 2018 (CLC).

## Toponymie
Pancy est attestée sous les formes Penci (1114) ; In territorio de Panci (1227) ; Territorium de Paanci (1233) ; Saint-Jean-Baptiste-de-Pansy (1668).
Courtecon est attestée sous les formes Curtecon (1136) ; Contrecon (1164) ; Cortecon (1196) ; Courtecon-in-Laudunesio (1213) ; Ecclesia de Cortrecon (1233) ; in territorio de Cortrekon (1250) ; Courtrecon (1260) ; Coutrecon (1340) ; Courtcon (1684) ; Courcon (1728).

## Politique et administration

### Découpage territorial
La commune de Pancy-Courtecon est membre de la communauté de communes du Chemin des Dames, un établissement public de coopération intercommunale (EPCI) à fiscalité propre créé le 29 décembre 1995 dont le siège est à Craonne. Ce dernier est par ailleurs membre d'autres groupements intercommunaux.
Sur le plan administratif, elle est rattachée à l'arrondissement de Laon, au département de l'Aisne et à la région Hauts-de-France. Sur le plan électoral, elle dépend du canton de Villeneuve-sur-Aisne pour l'élection des conseillers départementaux, depuis le redécoupage cantonal de 2014 entré en vigueur en 2015, et de la première circonscription de l'Aisne  pour les élections législatives, depuis le dernier découpage électoral de 2010.

### Administration municipale
Le nombre d'habitants de la commune étant inférieur à 100, le nombre de membres du conseil municipal est de 7.

#### Liste des maires
| Période                                  | Période   | Identité              | Étiquette    | Qualité                                        |
| ---------------------------------------- | --------- | --------------------- | ------------ | ---------------------------------------------- |
| Les données manquantes sont à compléter. |           |                       |              |                                                |
| mars 2001                                | mars 2008 | Jean-Pierre Deleplace |              |                                                |
| mars 2008                                | en cours  | Martine Bricot        | DVG puis DVC | Fonctionnaire Réélue pour le mandat 2020-2026, |

## Population et société

### Démographie
L'évolution du nombre d'habitants est connue à travers les recensements de la population effectués dans la commune depuis 1793. Pour les communes de moins de 10 000 habitants, une enquête de recensement portant sur toute la population est réalisée tous les cinq ans, les populations de référence des années intermédiaires étant quant à elles estimées par interpolation ou extrapolation. Pour la commune, le premier recensement exhaustif entrant dans le cadre du nouveau dispositif a été réalisé en 2008.

En 2022, la commune comptait 56 habitants, en évolution de −3,45 % par rapport à 2016 (Aisne : −1,97 %, France hors Mayotte : +2,11 %).
| 1793 | 1800 | 1806 | 1821 | 1831 | 1836 | 1841 | 1846 | 1851 |
| ---- | ---- | ---- | ---- | ---- | ---- | ---- | ---- | ---- |
| 133  | 142  | 137  | 154  | 152  | 149  | 146  | 122  | 107  |

| 1856 | 1861 | 1866 | 1872 | 1876 | 1881 | 1886 | 1891 | 1896 |
| ---- | ---- | ---- | ---- | ---- | ---- | ---- | ---- | ---- |
| 116  | 110  | 114  | 112  | 106  | 108  | 99   | 96   | 82   |

| 1901 | 1906 | 1911 | 1921 | 1926 | 1931 | 1936 | 1946 | 1954 |
| ---- | ---- | ---- | ---- | ---- | ---- | ---- | ---- | ---- |
| 91   | 94   | 85   | 32   | 54   | 75   | 66   | 54   | 65   |

| 1962 | 1968 | 1975 | 1982 | 1990 | 1999 | 2006 | 2008 | 2013 |
| ---- | ---- | ---- | ---- | ---- | ---- | ---- | ---- | ---- |
| 64   | 67   | 51   | 59   | 56   | 52   | 46   | 44   | 59   |

| 2018 | 2022 | - | - | - | - | - | - | - |
| ---- | ---- | - | - | - | - | - | - | - |
| 54   | 56   | - | - | - | - | - | - | - |

## Culture locale et patrimoine

### Lieux et monuments
Pancy-Courtecon comporte trois monuments à découvrir : 
- Le château de Pancy : il fut reconstruit après la guerre de 1917 et transformé en chambres d'hôtes ;
- L'église Saint-Jean-Baptiste date du XIIe siècle. Elle a été en partie restaurée après 1918. À remarquer : le tombeau en pierre sculptée avec sa statuaire dans un enfeu du XVe siècle, les dalles funéraires des XVIIe et XVIIIe siècles, son armoire-reliquaire classée Monument Historique du XVIe siècle, ses quelques restes de peintures murales. L'église est classée au titre des monuments historiques en 1921[39],[40] ;
- La chapelle Saint-Martin de Courtecon, dont la reconstruction date de 1932. Elle remplace l'ancienne église paroissiale Saint-Martin[41]. C'est le seul bâtiment construit sur l'ancienne commune de Courtecon. La chapelle a fait l'objet d'un dossier de l'Inventaire général du patrimoine culturel de 2006[42],[43].

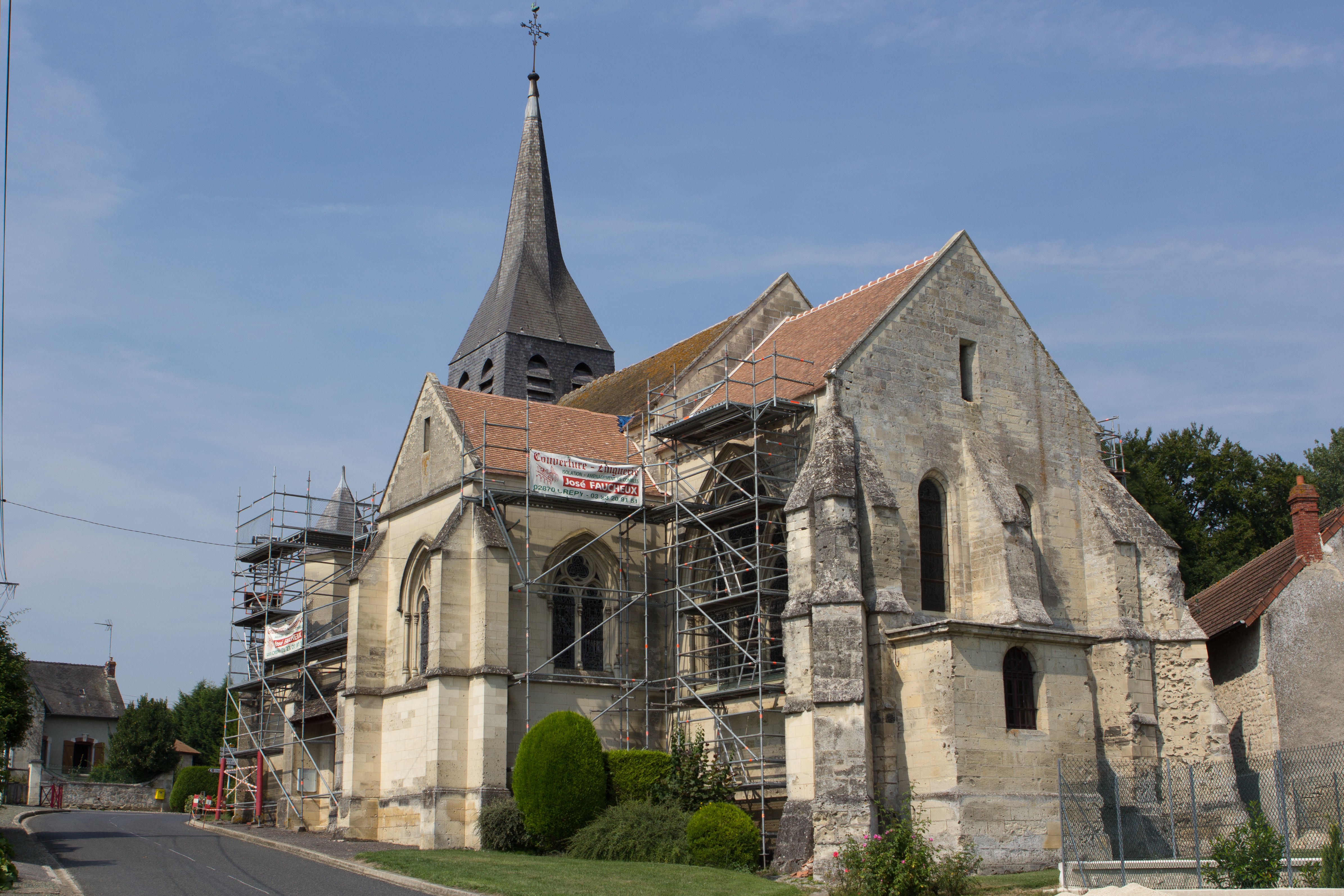
L'église Saint-Jean-Baptiste de Pancy.
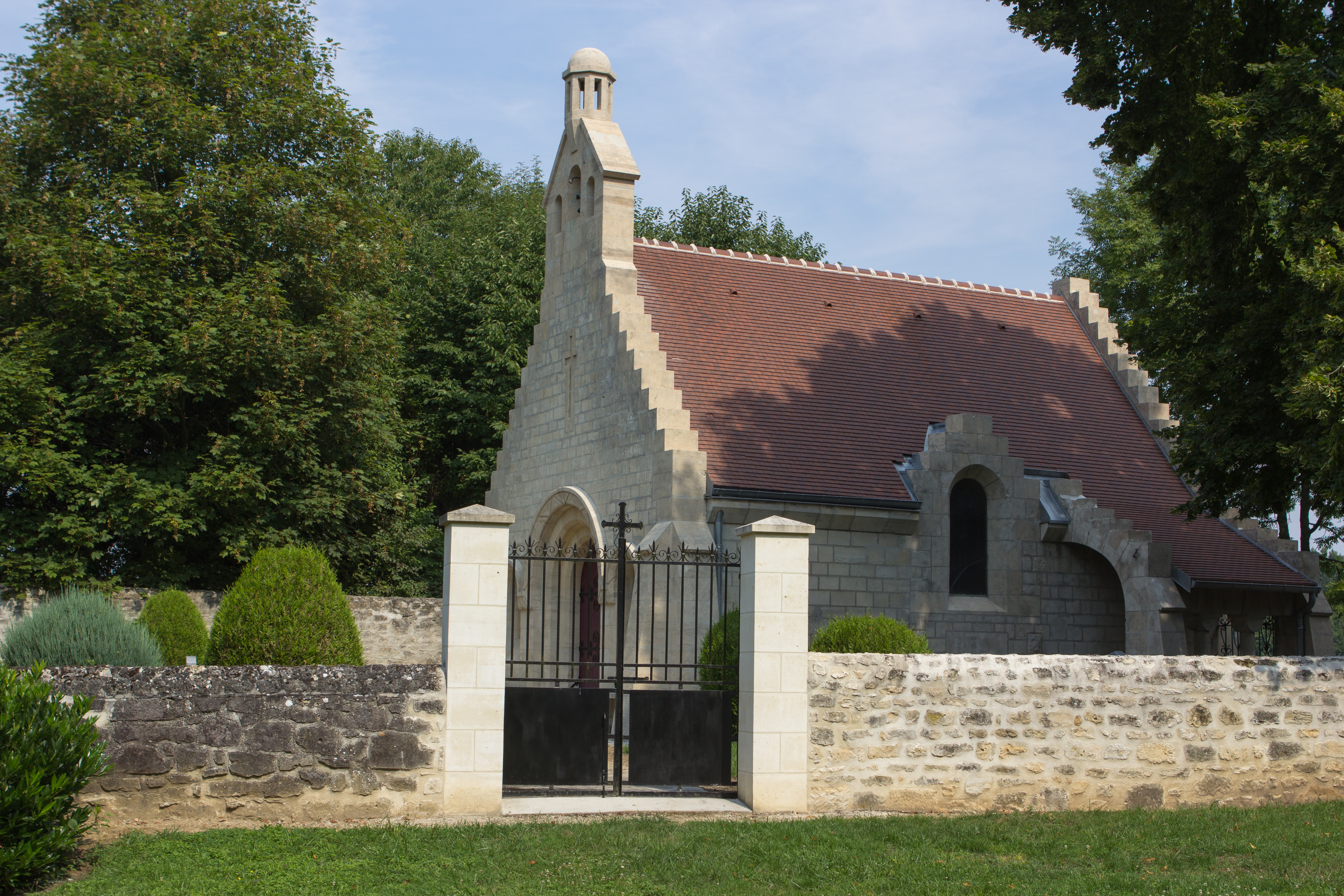
La chapelle de Courtecon.

### Personnalités liées à la commune
- Jacques, marquis de Lespinay, seigneur de Pancy (v.1701-1777), chevalier de l'ordre royal de Saint-Louis, colonel du régiment Saluce-cavalerie, mort en 1777, inhumé en l'église Saint-Jean-Baptiste de Pancy.